# Orectochilus apicalis
Orectochilus apicalis is een keversoort uit de familie van schrijvertjes (Gyrinidae). De wetenschappelijke naam van de soort is voor het eerst geldig gepubliceerd in 1891 door Régimbart.